# Gipcy
Gipcy település Franciaországban, Allier megyében. Lakosainak száma 236 fő (2022. január 1.). Gipcy Bourbon-l’Archambault, Meillers, Noyant-d’Allier, Rocles, Saint-Aubin-le-Monial, Saint-Hilaire és Tronget községekkel határos.

## Népesség
A település népességének változása:
| Lakosok száma | 382  | 292  | 273  | 222  | 234  | 239  | 238  | 236  | 235  | 236  |
|               | 1968 | 1982 | 1990 | 2006 | 2013 | 2015 | 2017 | 2019 | 2020 | 2022 |